# 渠姓
渠姓為中國大陸及台灣等華人地區的一較為少見的姓氏。根據中國大陸的人口普查結果，每10萬人中約有5.82人姓渠，全國渠姓人口大約有75000人。多分布於中國大陸的山西、山東、江蘇北部和河南等地。其中山東、江蘇之渠氏後代多為自山西遷出者。

## 來源
針對渠氏的來源，不同的研究有不同的看法。
比較支持「漢族正統」論的一派往往堅持主張渠姓來源於周代的分封，並援引《姓氏略考》、《路史》等稱「渠氏為康叔之後」，第十二修《古豐渠氏族譜》仍採納此一觀點，並尊渠伯糾為始祖。然而，《古豐渠氏族譜》上對這一段歷史的記錄，有非常多的不符合歷史史實或者未能證實的描述。
然而，持此一觀點者往往不能解釋這些早期歷史上的渠姓人士總是過於零散的問題（《古豐渠氏族譜》將其歸結於歷史上的諸次內亂），早期單姓渠氏的先祖與後代往往不曾載記於史，亦不曾有其族譜流傳於世，尤其自秦漢以來、元末以前，幾乎未有任何有關渠姓人的記載，現今渠姓族人對這一段將近 1500 年的歷史空白也沒有令人信服的解釋。並且，宋代成書的《百家姓》並未收錄渠姓。
於是有些新的研究開始討論關於渠姓的其他起源的可能。新疆的一名渠姓後代渠夏曾撰文〈渠姓源流初探〉稱現存渠氏中的絕大部分實為匈奴沮渠氏之後代，真正的單姓渠氏即使曾經存在過，也或因戰亂等因素而早已消亡不存。
持此一觀點者認為，匈奴沮渠氏族群壯大，且內遷後居於山西一帶，「漢化」（脫胡入漢）的時機對得上。而如今山西渠氏以及由山西遷出的江蘇、山東、河南等地的渠氏的族譜也至多能夠追溯到元朝左右的年代，且此後族譜紀錄詳盡而未曾斷代。
雖然此一觀點在渠氏後代中因其「胡人起源說」過於新穎而遭到部分後代的批判和不接受，但也在另一部分並不重視所謂的「漢族正統」性的後代中獲得了很大的認同，認為胡人起源說更有可能接近真實歷史史實。

## 名人
- 渠本翹（1862年－1919年），原名本橋，字楚南，山西祁縣人。中國實業家、官員。

## 延伸阅读
[在维基数据编辑]
 《欽定古今圖書集成·明倫彙編·氏族典·渠姓部》，出自陈梦雷《古今圖書集成》